# Aphthona glebi
Aphthona glebi – gatunek chrząszcza z rodziny stonkowatych.
Gatunek tan opisany został w 2006 roku przez Aleksandra S. Konstantinowa w ramach rewizji grupy gatunków A. gracilis.
Chrząszcz o ciele długości od 1,94 do 2,32 mm i szerokości od 1,02 do 1,24 mm, ubarwiony ciemnobrązowo do czarnego. Odnóża i czułki bursztynowobrązowe, te pierwsze z brązowymi udami tylnej pary, te drugie z przyciemnionymi szczytami pięciu ostatnich członów. Przedplecze błyszczące, w widoku bocznym wypukłe, z przodu węższe niż u nasady. Pokrywy z nieregularnymi rzędami punktów na dysku i dobrze rozwiniętymi guzami barkowymi. Dystalna część edeagusa w widoku brzusznym lancetowata, w widoku bocznym nieco dobrzusznie zakrzywiona; jej wierzchołek szeroko zaokrąglony. Samica ma tylną sklerotyzację głaszczka waginalnego prawie tak długą jak przednia.
Owad znany z Uzbekistanu i Iranu.